# هلگا لینه
هلگا لینه (آلمانی: Helga Liné؛ تلفظ [liˈne]؛ زادهٔ ۱۴ ژوئیهٔ ۱۹۳۲) بازیگر و آکروباتیست سیرک آلمانی‌الاصلِ اهل اسپانیا است.
او در کودکی و در دوران سلطهٔ نازیسم، با والدینش به پرتغال گریخت، اما بیشترِ فعالیتِ هنری‌اش در سینمای اسپانیا بوده است.
از فیلم‌هایی که وی در آن‌ها نقش داشته است می‌توان به وای خدای بزرگ، پاستوره اومد! و پیروزی ده گلادیاتور اشاره نمود.